# Веттергорн-Пік
Веттергорн-Пік (англ. Wetterhorn Peak) — гора в штаті Колорадо, США. Вона розташована в районі охороняємої природної території англ. Uncompahgre Wilderness, у північній частині гір Сан-Хуан, округ Гінсдейл (англ. Hinsdale County), що 14 км на схід від міста Оурей (англ. Ouray).
Висота — 4 272 м н.р.м.
Веттергорн-Пік і розташований поруч з ним Маттергорн-Пік (англ. Matterhorn Peak, 4 142 м) названо на честь, відповідно, гір Веттергорн і Маттергорн — двох знаменитих вершин у Швейцарських Альпах.
Обидві вершини з Колорадо мають форму гострокінечних піків (дещо нагадуючи цим гори, на честь яких названо), і їх форма контрастує з широкою вершиною больш високої гори Анкомпагрі-Пік (4 363 м, англ. Uncompahgre Peak, за назвою одного з місцевих індейських племен — анкомпагрі, з народу юта).

## Альпінізм
Перше зареєстроване вдале сходження на Веттергорн-Пік датовано 1906-м роком (Джордж Бернерд (George Barnard), С. Смідлі (C. Smedley), У. П. Смідлі (W. P. Smedley) и Д. Уттер (D. Utter)), але також імовірно, що на пік раніше сходили шахтарі, які працювали поблизу в XIX ст.
Стандартний і єдино зручний маршрут підйому на Веттергорн-Пік пролягає південно-східним гребенем, вихід на який здійснюється через лощину Маттергорн Крік (англ. Matterhorn Creek), розташовану з південного боку гори. Вихідна точка маршруту знаходиться поблизу дороги на Генсон Крік (англ. Henson Creek Road), куди можна дістатися від міста Лейк Сіті (англ. Lake City). Набір висоти на даному маршруті становить 1 077 м від вихідної точки, і в деяких місцях вимагає вільного лазіння по скелях (легкий клас складності, 3/4 за Йосемітською шкалою складності (YDS)) на самому гребені. Найближчий до гребеня східний схил вимагає від спортсмена відмінної снігово-льодової або гірськолижної підготовки для спуску.